# Łuhyny (stacja kolejowa)
Łuhyny (ukr. Лугини) – stacja kolejowa w miejscowości Stancijne, w rejonie korosteńskim, w obwodzie żytomierskim, na Ukrainie. Położona jest na linii Kijów – Korosteń – Sarny – Kowel. Nazwa pochodzi od pobliskiego osiedla typu miejskiego Łuhyny.

## Historia
Stacja powstała w czasach carskich pomiędzy stacjami Korosteń i Białokurowicze.